# Gunnar Jeschke

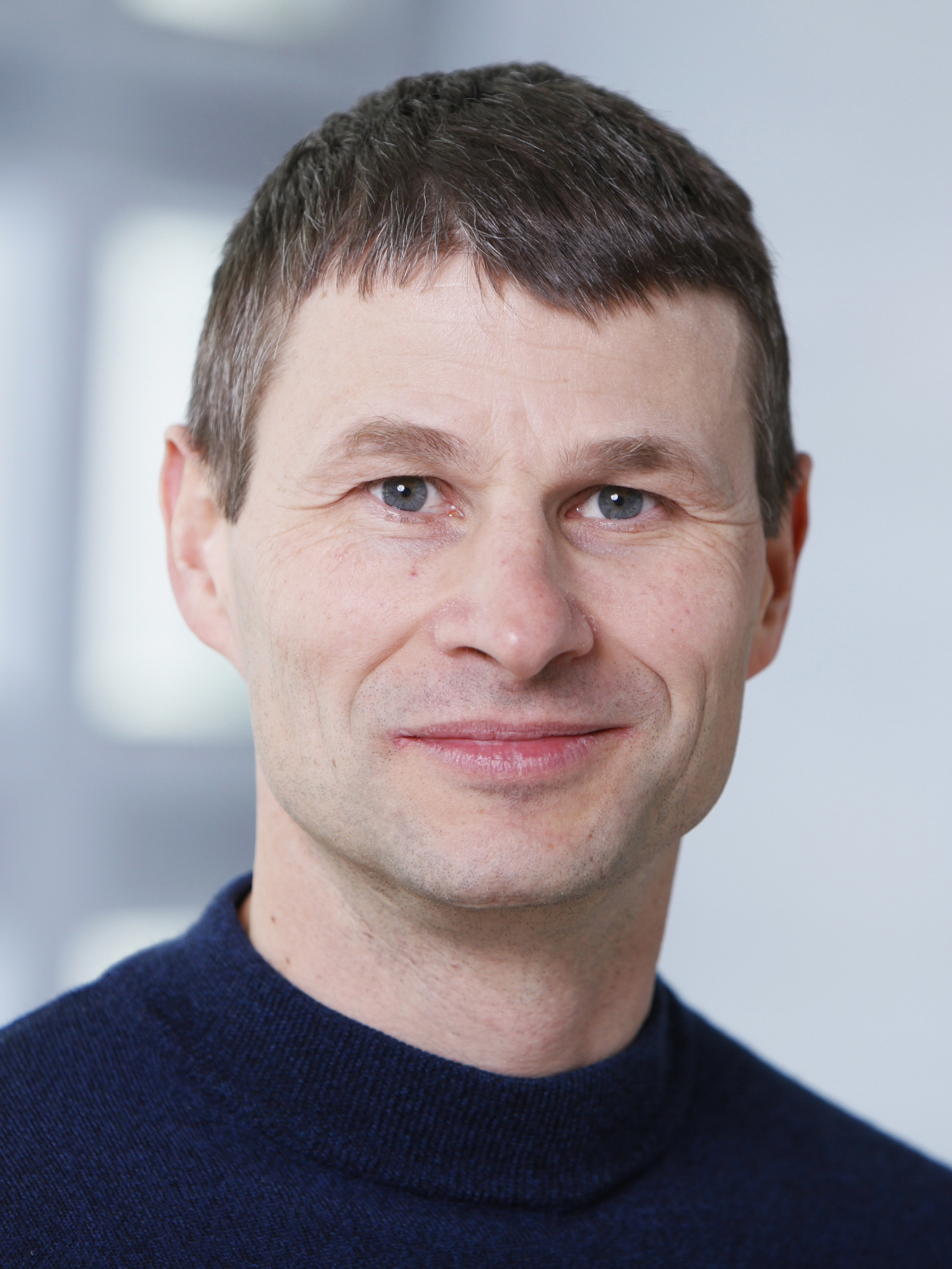
Gunnar Jeschke (2011)

Gunnar Jeschke (* 19. Mai 1966 in Cottbus) ist ein deutscher Chemiker und Hochschullehrer.

## Leben
Gunnar Jeschke wuchs in Schwarzheide in der Lausitz auf. Nach dem Abitur 1984 absolvierte er seinen Militärdienst bei der NVA und nahm 1988 ein Studium der Chemie an der Technischen Hochschule in Dresden auf. Dieses schloss er 1992 ab. In seiner Diplomarbeit bei Professor Grossmann befasste sich Gunnar Jeschke mit Festkörper-NMR-Spektroskopie. Im Anschluss an sein Studium verbrachte Jeschke ein Jahr am RIKEN in Wako-shi in Japan. Während des Forschungsaufenthaltes befasste er sich mit Photochemie.
Von 1993 bis 1996 promovierte Jeschke bei Arthur Schweiger an der ETH in Zürich.
Im Anschluss an seine Promotion verbrachte Gunnar Jeschke ein Jahr bei Martin Jansen in Bonn als Postdoc. Ab 1998 war er als Projektleiter beim Max-Planck-Institut für Polymerforschung in Mainz tätig, wo er im Umfeld von Hans Wolfgang Spiess arbeitete.
2006 erhielt Gunnar Jeschke einen Ruf an die Universität Konstanz. Seit 2008 ist er Professor für Elektronenspinresonanz an der ETH Zürich.
Jeschkes Forschungsgebiet ist hauptsächlich die Elektronenspinresonanz. Er lieferte zahlreiche Beiträge auf dem Gebiet der Vermessung der Abstände von Elektronenspinlabeln mittels Double-Electron-Electron-Resonance (DEER).
Gunnar Jeschke ist Mitherausgeber der Fachzeitschrift Journal of Magnetic Resonance und Autor bei Der Freitag.

## Preise und Auszeichnungen
- 1992 Lohmann-Medaille der TU Dresden für seine Diplomarbeit
- 1996 IES Young Investigator Award der International EPR/ESR Society
- 1997 Medaille der ETH Zürich für seine Dissertation
- 2010 Senior Fellowships des Zukunftskollegs an der Universität Konstanz[5]